# Constant física fonamental
Una constant física fonamental és una constant física adimensional i que per tant pren el mateix valor en qualsevol sistema d'unitats. Això fa d'aquestes constants físiques les úniques constants estrictament universals.

## Diferència entre les constants físiques i les constants matemàtiques
Encara que tant les constants matemàtiques com les constants físiques fonamentals són adimensionals i, per tant, independents del sistema d'unitats, les segones es diferencien de les primeres en el fet que només poden ser determinades mitjançant experiment i no poden ser expressades en termes de constants matemàtiques.

## El problema del nombre de constants físiques fonamentals
El nombre de constants físiques fonamentals independents reflecteix els avenços científics, així certs avenços de la física teòrica han demostrat que certes constants fonamentals són realment combinacions d'altres constants físiques i, per tant, aquests avenços han reduït el nombre de constants físiques. Per altra banda la llista de constants fonamentals creix quan un nou experiment troba una relació entre fenòmens físics. El nombre de constants físiques fonamentals independents és una qüestió oberta.
El nombre de constants físiques depén del sistema d'unitats, per aquesta raó, els físics teòrics acostumen a emprar el sistema d'unitats natural (o sistema d'unitats de Planck) on el nombre de constants físiques és mínim, donat que els úniques constants físiques que apareixen en unitats naturals són precisament les constants físiques fonamentals. A més, en els sistemes d'unitats naturals totes les magnituds físiques resulten ser adimensionals.
En l'estat actuals del coneixement, després del descobriment que els neutrins estan dotats de massa, i deixant de banda l'angle θ, John Baez (2002) deixa clar que el model estàndard requereix 25 constants físics, concretament:
- La constant d'estructura fina.
- La constant d'acoblament fort.
- El quocient entre la massa de diverses partícules fonamentals i la massa de Planck: sis quocients per a les masses dels sis tipus de quark (u, d, c, s, t, b), sis quocients per a les masses dels leptons (e, μ, τ, νe, νμ, ντ), un quocient per al bosó de Higgs, cs de la teoria electrodèbil (W, Z).
- Els quatre paràmetres de la matriu de Cabibbo-Kobayashi-Maskawa, que descriu com els quarks poden "oscil·lar" entre les diferents varietats.
- Altres quatre paràmetres de la matriu de Maki-Nakagawa-Sakata, que descriu la mateixa cosa per als neutrins.

## Exemple de constant física fonamental
- La constant d'estructura fina intervé en la determinació de la magnitud de la interacció electromagnètica entre fermions i fotons. El seu valor experimental és:

{\displaystyle \alpha ={\frac {e^{2}}{\hbar c\ 4\pi \epsilon _{0}}}={\frac {1}{137.03599911}}}
On {\displaystyle e\ }és la càrrega de l'electró, {\displaystyle \hbar \ } és la constant de Planck reduïda, {\displaystyle c\ } és la velocitat de la llum al buit, i {\displaystyle \epsilon _{0}\ } és la permitivitat dielèctrica del buit.